# Каливија Торику
Каливија Торику (гр: Καλύβια Θορικού, Kalyvia Thorikou) град је у средишњој Грчкој, у округу Источна Атика периферије Атика. То је важан град јужне половине округа.
Каливија Торику је значајно викенд-излетиште за Атињане.

## Положај
Каливија Торику се налази у крајње јужном делу полуострва Атика, на 45 километара јужно од средишта Атине. 
Град се сместио у омањој равници у средишњем делу јужне Атике.

## Историја
Каливија Торику је био насеље у време старе Грчке, али није имала већи значај.

## Становништво
| 1991. | 2001.  |
| ----- | ------ |
| 7.357 | 12.202 |

Град Каливије Торику има преко 12.000 ст. Лети и викендом се број повећава због бројних викенд-посетилаца.